# Amtsgericht Weiden in der Oberpfalz

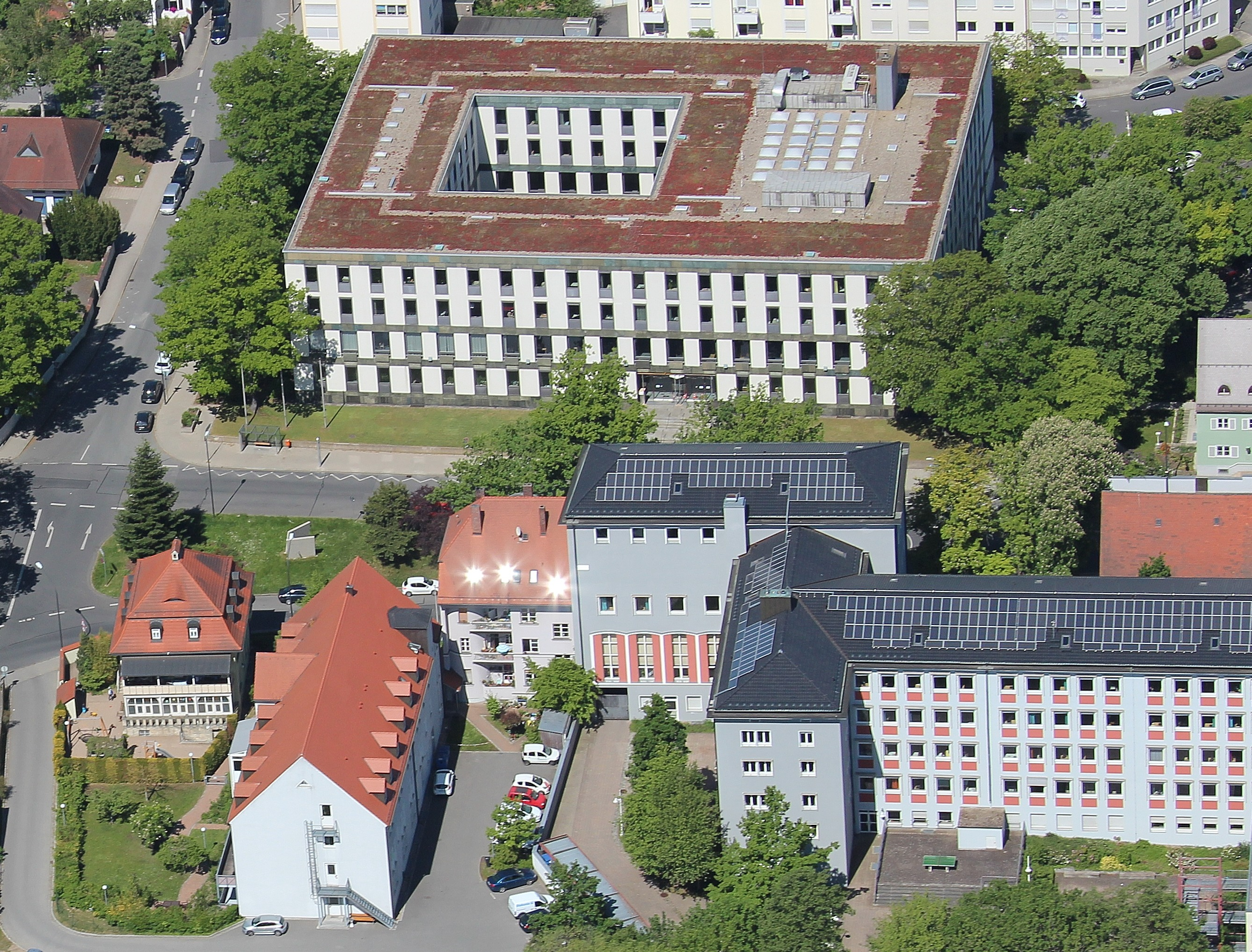
Amtsgericht Weiden (oben), 2016

Das Amtsgericht Weiden in der Oberpfalz ist ein Gericht der ordentlichen Gerichtsbarkeit und eines von 73 Amtsgerichten in Bayern. Das Gebäude befindet sich in der Ledererstraße 9 in Weiden in der Oberpfalz. Die frühere Zweigstelle in der Pfarrgasse 18 in Vohenstrauß wurde 2016 aufgelöst.

## Zuständigkeitsbereich
Das Amtsgericht ist erstinstanzlich in Zivil-, Familien- und Strafsachen für den gesamten Landkreis Neustadt an der Waldnaab sowie die kreisfreie Stadt Weiden in der Oberpfalz zuständig. In diesem Bezirk leben etwa 137.000 Menschen. Bei Zwangsversteigerungs-, Zwangsverwaltungs- und Insolvenzverfahren sowie Registersachen ist das Amtsgericht Weiden in der Oberpfalz darüber hinaus für den Landkreis Tirschenreuth zuständig.

## Geschichte
Erst 1838 wurde in Weiden in der Oberpfalz ein eigenes Landgericht älterer Ordnung gebildet, seit 1857 bestand auch ein Bezirksgericht. Im Jahre 1879 wurde nach dem reichseinheitlichen Gerichtsverfassungsgesetz von 1877 das damalige Landgericht älterer Ordnung in das Amtsgericht Weiden in der Oberpfalz umgewandelt, aus dem Bezirksgericht Weiden wurde das neue Landgericht Weiden in der Oberpfalz.

## Übergeordnete Gerichte
Dem Gericht ist das Landgericht Weiden in der Oberpfalz übergeordnet. Diesem ist wiederum das Oberlandesgericht Nürnberg übergeordnet.